# Parc Corot (Marseille)
Le parc Corot est une copropriété très dégradée des quartiers nord de Marseille, dans son 13e arrondissement, construite en 1964 et partiellement évacuée d’une petite partie. Avec ses problèmes chroniques de marchands de sommeil, de trafic de stupéfiants, règlements de comptes, de mauvaise gestion et d’insalubrité, elle est devenue l'un des symboles de l’habitat indigne à Marseille.
Il est inclus au sein du plus large quartier prioritaire « Malpassé-Corot », avec un taux de pauvreté élevé de 58 %.

## Histoire
Entre 1959 et 1963, sa construction rencontre des difficultés d’abord techniques puis financières. L'ensemble comprenant huit immeubles de tailles différentes et 484 logements est terminé en 1964. Jusque dans les années 1980, la copropriété se dégrade progressivement, notamment en raison de la gestion défaillante d’un syndic. En 1980 le bâtiment B est déclaré insalubre, il est détruit 11 ans plus tard, en 1991. Entre 1988 et 2018, le Parc Corot fait l’objet de trois diagnostics dénonçant l’aggravation de la situation. En 2008 une action sociale collective est financée par le Conseil Général, une opération pilotée par Marseille rénovation Urbaine, mais le Parc Corot est finalement évincé du plan,. 
En 2017, les copropriétaires du parc Corot, et en particulier ceux des bâtiments A et C, n’assument plus les charges inhérentes à la gestion commune depuis des années. Les ascenseurs ne fonctionnent plus, les distributions d'eau de gaz et d'électricité sont vétustes. Des branchements sauvages alimentent des appartements squattés. L'immeuble attire les rats et les marchands de sommeil. Le 15 juin 2016 un homme de 23 ans y est tué par une rafale de kalachnikov.
Le président du conseil syndical explique à la presse qu’il est en guerre ouverte avec la Ville et l’État, au sujet du plan de sauvegarde de la copropriété projeté par les pouvoirs publics. Il a attaqué la décision municipale de nommer en janvier 2017 un administrateur judiciaire et obtenu qu’une question prioritaire de constitutionnalité soit examinée par le Conseil d’État (elle est rejetée). L'adjointe au maire (UDI) et vice-présidente de la métropole chargée de la rénovation urbaine Arlette Fructus y voit de l'obstruction, expliquant que la copropriété est mise sous administration judiciaire à cause de graves dysfonctionnements, notamment l'absence d'assurance. 
En 2018, la députée LREM Alexandra Louis rédige un rapport alarmant sur cet ensemble d’immeubles, et note que « face à cet abandon, la copropriété ne tient que grâce à l’action des associations qui accompagnent les habitants au quotidien ». En juin 2018, un arrêté préfectoral est pris pour débarrasser des tonnes de déchets. Entre 30 et 40% des appartements des immeubles A et C sont squattés. L'association Corot debout déterminés cherche à chasser les squatteurs, et signe des baux avec d'anciens squatteurs. En août 2018, la métropole Aix-Marseille saisit le tribunal pour obtenir une déclaration de carence et prendre la main sur les bâtiments A et C en vue d’exproprier et de démolir, et vote un budget de 18 millions d'euros. Le parc Corot figure dans le plan gouvernemental « Initiative copropriétés », de même que quatre autres copropriétés dégradées marseillaises. 
En novembre 2018, après l'effondrement des immeubles de la rue d'Aubagne, l'évacuation de deux cents personnes dans une centaine de logements de la cité du Parc Corot est annoncée,,,,; elle a lieu le 30 novembre pour les 30 locataires et propriétaires occupants et le 17 décembre pour les squatteurs,; la municipalité parle de « procédure d’évacuation concertée, accompagn[ant] le déménagement volontaire et propos[ant] des solutions de relogement », alors que selon la députée LREM Alexandra Louis, cette évacuation « est menée n’importe comment, la mairie s’en fiche complètement ». Une habitante confirme: « On nous a jetés comme du bétail ». 
Le processus de mise en carence de la copropriété de Corot lancé par la métropole en 2018 se concrétise en 2021
Le tribunal de Marseille prononce l’état de carence des bâtiments A et C du Parc Corot en novembre 2021, ce qui permet l’expropriation de l’ensemble des propriétaires des deux bâtiments. La Caisse des dépôts rachète des appartements pour pouvoir démolir les deux tours dans le cadre du plan Initiative copropriétés annoncé à l’automne 2018 par le gouvernement d’Edouard Philippe.

## Documents
- Eva Simon, L’action publique locale sur les copropriétés dégradées : des politiques publiques différenciées et inégales à Lyon, Marseille et Grenoble (thèse de doctorat en science politique), 23 janvier 2018 (lire en ligne) (Deux chapitres sont consacrés à deux cités marseillaises dont le parc Corot.)
- Johanna Lees, Ethnographier la précarité énergétique: Au-delà de l'action publique, des mises à l'épreuve de l'habiter (thèse de doctorat en sociologie), 12 septembre 2014 (lire en ligne)